# Diocèse de Valle de la Pascua
Le diocèse de Valle de la Pascua (en latin : Diœcesis Vallispaschalensis ; en espagnol : Diócesis de Valle de la Pascua) est un diocèse de l'Église catholique au Venezuela, suffragant de l'archidiocèse de Calabozo.

## Territoire

Carte des diocèses du Venezuela avec le diocèse de Valle de la Pascua en rouge

Le diocèse se situe dans une partie de l'État de Guárico, l'autre partie étant dans l'archidiocèse de Calabozo dont Valle de Pascua est suffragant. Son territoire est de 37997 km2 avec 32 paroisses et 5 archidiaconés. Le siège épiscopal est à Valle de la Pascua où se trouve la cathédrale Notre Dame de Candelaria.

## Histoire
Le diocèse est érigé le 25 juillet 1992 par la bulle Cum ad aptius du pape Jean-Paul II en prenant sur le territoire du diocèse de Calabozo, il est nommé suffragant de l'archidiocèse de Cumaná. Depuis le 17 juin 1995, il fait partie de la province ecclésiastique de l'archidiocèse de Calabozo.

## Évêques
- Joaquín José Morón Hidalgo (1992-2002) nommé évêque du diocèse d'Acarigua-Araure.
- Ramón José Aponte Fernández (2004-2024)
- Ricardo Aldo Barreto Cairo (2024-  )

## Sources
- www.catholic-hierarchy.org